# Montescudaio

Ubicación de la ciudad de Montescudaio dentro de la provincia de Pisa.

Montescudaio es una localidad italiana de la provincia de Pisa, región de Toscana, con 1.878 habitantes.

## Evolución demográfica
| Gráfica de evolución demográfica de Montescudaio entre 1861 y 2001 |
|                                                                    |
| Fuente ISTAT - Elaboración gráfica por parte de Wikipedia          |

## Hermanamientos
- Brandýs nad Labem-Stará Boleslav, República Checa
- Castril, España[4]
- Eberstadt, Alemania